# Corona del príncipe de Asturias

Corona del príncipe de Asturias.

La corona del príncipe o princesa de Asturias por derecho propio es la insignia de este título. Consiste en la representación heráldica de un círculo hecho de oro y piedras preciosas decorado por ocho florones con forma de hojas de acanto y ocho puntas más bajas. Tiene los mismos elementos que la corona real pero se diferencia de esta en que posee cuatro diademas en vez de ocho. Al igual que la anterior, está rematada con un orbe y una cruz situados en su parte superior.